# Helene Kröller-Müller
Pour les articles homonymes, voir Kröller-Müller, Kröller et Müller.
Julie Emma Laura Helene Kröller-Müller, née à Horst (Essen) en Prusse le 11 février 1869 et morte le 14 décembre 1939 à Otterlo aux Pays-Bas, est une collectionneuse d'œuvres d'art néerlandaise qui fut propriétaire d'une des plus importantes collections privées européennes. 

## Biographie
Helene Müller est la fille de l'industriel allemand Wilhelm Müller et d'Emilie Neese (1843-1924). Le 15 mai  1888, elle épouse à Düsseldorf Anton Kröller, qui travaille pour Müller & Co., la firme de son père. Après la mort de celui-ci, Kröller prend la direction de l'entreprise. En 1900, le couple s'établit à La Haye. De leur mariage naissent trois fils et une fille. Les Kröller font partie des familles les plus riches des Pays-Bas.
En 1907, sous l'influence du peintre hollandais Henk Bremmer (en), Helene Kröller-Müller commence à collectionner les œuvres d'art,. Sa collection traduit l'émancipation d'une femme qui exprime ses goûts personnels et non ceux de son mari. Elle comprend des œuvres appartenant aux courants modernes, du réalisme à l'art abstrait. Elle compte notamment 800 tableaux et 275 sculptures. L'artiste fétiche de Kröller-Müller est Vincent van Gogh, elle acquiert 90 de ses tableaux, ainsi que 185 dessins. La collection compte également des œuvres de Pablo Picasso, Georges Seurat ou encore Piet Mondrian.
La fondation Kröller-Müller est créée en 1928 et le gouvernement des Pays-Bas édifie un musée afin d'accueillir la collection dans le parc national De Hoge Veluwe, près d'Otterlo. Le musée Kröller-Müller est inauguré en juillet 1938. Il est dirigé par Helene Kröller-Müller jusqu'à sa mort, survenue en décembre 1939.